# Кефелі Сіма Йосипович
Сіма Йосипович Кефелі або Сима Йосипович Кефелі (1821 — 1904) — видатний міський та караїмський громадський діяч у містіСевастополі, обіймав посаду гласного думи (1854 - 1897), багато разів обирався заступником міського голови, нерідко виконував посаду самого міського голови.
Його називали «караїмським Периклом», мав виняткову популярність і загальну повагу в місті. Сіма Кефелі закінчив караїмську школу Мідраш (караїмський початковий навчальний заклад).

## Громадсько-політична діяльність
Сіма Кефелі був творцем і першим директором місцевого міського банку на вулиці Великій Морській, який відкрився 1863 року. Сіма працював там 12 років. Є відомості, що саме родина Кефелі заснувала у Севастополі бакалійний магазин-крамницю на Катерининській вулиці. Навіть коли містечко застала Кримська війна, крамниця працювала до того, як Севастополь здався. Був членом обліково-кредитного комітету при Севастопольському відділенні державного банку до 1902 року. Також Сіма Кефелі був творцем місцевого Товариства взаємного кредитування та міських зборів і був почесним членом майже всіх місцевих благодійних товариств.
Виконуючи виборні посади по міському управлінню, крім того, він був членом військової і податкової присутності та директором тюремного комітету, а потім завідував забезпеченням харчування поранених вояків і будівництвом для них приміщень.
За свої цивільні заслуги він був нагороджений орденами: від Станіслава 3-го ступеня до Анни 2-го ступеня.

## Участь у Кримській війні
Сіма Йосипович прославився своїми військовими подвигами, видатною хоробрістю і відданим патріотизмом, які він показав на Севастопольських бастіонах, беручи особисту участь в обороні міста від грізного вправного ворога у важку годину достопам'ятної облоги під час Кримської кампанії, підставляючи свої груди ворожим кулям нарівні з військовими чинами, і недарма Кефелі був удостоєний честі споглядати свій портрет у залах місцевого музею оборони разом із зображеннями славних героїв, які обезсмертили російське ім'я на твердинях Севастополя". (Журнал «Караїмське життя»).
За свої видатні заслуги і участь в обороні Севастополя Сіма Кефелі був нагороджений медалями: золота — на Анненський стрічці; срібна — на Георгіївській стрічці та бронзова — на Андріївській стрічці, а також хрестом у пам'ять облоги міста. Крім того, йому було подаровано право на носіння мундира нарівні з військовими чинами.

## Участь в Турецькій війні
С. І. Кефелі брав участь у Турецькій війні (1877 - 1878), за що отримав золоту медаль на Андріївській стрічці.

## Участь в житті своєї общини
Сіма Йосипович Кефелі брав активну участь і в житті своєї громади.
"Не було жодної більш-менш великої справи в місцевій громаді, жодного життєвого питання, які вирішувалися би без авторитетної вказівки С. І. Кефелі. З наймолодших років своєї довголітньої, багатої дослідами життя, він грав роль місцевого Перикла, голосу якого слухалися всі його одноплемінники, і вважали найкориснішим членом усіх караїмських просвітніх та благодійних установ, яким він завжди надавав велику матеріальну підтримку "( Б. С. Еляшевич ).
|  | За спостереженням сучасників, відрізнявся від природи світлим розумом, високим благородством, надзвичайною доступністю і щедрою чуйністю до потреб всякого, хто б до нього не звернувся. Він завоював серед різноплемінного міського населення виняткову популярність і загальну повагу і мав протягом багатьох років вирішальний вплив на всі міські та громадські справи. І тому смерть С. І. Кефелі звалила в глибоку печаль всіх севастопольських караїмів, які гаряче оплакували його як одного з найдостойніших представників караїмського народу, який служив понад півстоліття головною красою і гордістю їхньої громади. Таким чином, стоячи на чолі своєї громади до глибокої старості, Сіма Йосипович Кефелі надав неоціненні послуги своїм братам по племені як мудрий радник, керівник і захисник національних інтересів. |

## Родина
Родина Сіми Кефелі складалась дружини Хани і 2 синів - Бераха і Йосип.
Син Сіми - Йосип також був відомим підприємцем і купцем в Севастополі та за його межами. Він відкрив завод у Балаклаві, в якому вироблялись консерви із різних видів риб. Коштували вони приблизно по 25 копійок. Люди, які любили і розумілись на якості консервів, вважали, що саме вони були найкращими по всій Україні, та навіть в Російській імперії. Відомою крамницею, в якій продавали різні ласощі, китайський чай і трюфелі також запровадив Йосип. Згодом, цей магазин почали називати «Японським», а розташовувався навпроти мануфактурного виробництва, (яке теж започаткував Кефелі) на проспекті Нахімова, де жив власник у своєму будинку.
Згодом, родина Кефелі заснувала у Сімферополі цілу овочеву фабрику. Дім з великим просторим садом, який розташовувався в Криму на березі річки Качі, давав власникам (Кефелі) чимало грошових прибутків.